# Danh sách báo chí Việt Nam

Một tờ Báo Hà Nội mới

Dưới đây là danh sách báo chí Việt Nam hiện nay, gồm các tờ báo, tạp chí và ấn phụ phẩm đã được cấp phép phát hành. Theo thông tin từ Bộ Thông tin và Truyền thông Việt Nam, tính đến năm 2015, cả nước Việt Nam có 858 cơ quan báo chí in. Trong đó có: 199 cơ quan báo in chiếm 24% (86 báo trung ương và các bộ, ngành, đoàn thể; 113 báo địa phương) và 659 tạp chí chiếm 76% (522 tạp chí trung ương, các bộ, ngành, trường đại học và viện nghiên cứu; 137 tạp chí địa phương); 105 cơ quan báo điện tử (Trong đó có: 83 báo, tạp chí điện tử của cơ quan báo chí in và 22 báo, tạp chí điện tử độc lập), 207 trang thông tin điện tử tổng hợp của các cơ quan báo chí; với gần 18.000 nhà báo được cấp thẻ đang hoạt động trên khắp mọi vùng miền của Tổ quốc và ở nước ngoài.
Danh sách dưới đây được phân chia một cách tương đối theo thể loại, nội dung tờ báo, tôn chỉ, mục đích, phương châm hoạt động và cơ quan chủ quản.

## Tin tức – Tổng hợp
| Tên tờ báo                                  | Cơ quan phát hành                                   | Phiên bản web                 | Ghi chú                                           |
| ------------------------------------------- | --------------------------------------------------- | ----------------------------- | ------------------------------------------------- |
| Báo Ảnh Việt Nam                            | Thông tấn xã Việt Nam                               | https://vietnam.vnanet.vn/    |                                                   |
| Báo Bưu điện Việt Nam                       | Bộ Thông tin và Truyền thông                        | https://infonet.vn            | 2018, sáp nhập với Báo điện tử VietNamNet.        |
| Báo Lao động                                | Tổng Liên đoàn Lao động Việt Nam                    | https://laodong.vn/           |                                                   |
| Báo Nhân Dân                                | Ban Chấp hành Trung ương Đảng Cộng sản Việt Nam     | https://nhandan.vn/           |                                                   |
| Báo Đại biểu nhân dân                       | Văn phòng Quốc hội                                  | https://daibieunhandan.vn/    |                                                   |
| Báo Người lao động                          | Thành ủy Thành phố Hồ Chí Minh                      | https://nld.com.vn/           |                                                   |
| Báo Tiếng nói Việt Nam                      | Đài Tiếng nói Việt Nam                              | http://baotnvn.vn/            |                                                   |
| Báo Tin tức                                 | Thông tấn xã Việt Nam                               | https://baotintuc.vn/         |                                                   |
| Báo VietNamNet                              | Bộ Thông tin và Truyền thông                        | https://vietnamnet.vn/        |                                                   |
| Tạp chí Bảo hộ lao động                     | Tổng Liên đoàn Lao động Việt Nam                    |                               | 2018, sáp nhập với Tạp chí Lao động và Công đoàn. |
| Tạp chí Công nghệ thông tin và Truyền thông | Bộ Thông tin và Truyền thông                        | https://ictvietnam.vn         |                                                   |
| Tạp chí Cộng sản                            | Ban Chấp hành Trung ương Đảng Cộng sản Việt Nam     | https://tapchicongsan.org.vn/ |                                                   |
| Tạp chí Lao động và Công đoàn               | Tổng Liên đoàn Lao động Việt Nam                    | https://laodongcongdoan.vn    |                                                   |
| Tạp chí Văn nghệ công nhân                  | Tổng Liên đoàn Lao động Việt Nam                    |                               | Đã ngừng hoạt động                                |
| Tạp chí Văn hiến                            | Viện nghiên cứu bảo tồn và phát huy văn hóa dân tộc | http://vanhienplus.vn/        |                                                   |
| Tạp chí Xuất bản Việt Nam                   | Bộ Thông tin và Truyền thông                        |                               | Đã ngừng hoạt động                                |
| Việt Nam News                               | Thông tấn xã Việt Nam                               | https://vietnamnews.vn/       |                                                   |
| Le Courrier du Vietnam                      | Thông tấn xã Việt Nam                               | https://lecourrier.vn/        |                                                   |

## An ninh – Quốc phòng
| Tên tờ báo                                        | Cơ quan phát hành                                                    | Phiên bản web                                                                  | Ghi chú                                                                                         |
| ------------------------------------------------- | -------------------------------------------------------------------- | ------------------------------------------------------------------------------ | ----------------------------------------------------------------------------------------------- |
| Báo Biên phòng                                    | Bộ Tư lệnh Bộ đội Biên phòng                                         | https://bienphong.com.vn/                                                      |                                                                                                 |
| Báo Công an nhân dân                              | Bộ Công an                                                           | http://cand.com.vn/                                                            |                                                                                                 |
| Báo Hải quân Việt Nam                             | Bộ Tư lệnh Quân chủng Hải quân                                       | https://baohaiquanvietnam.vn/                                                  |                                                                                                 |
| Báo Phòng không – Không quân                      | Bộ Tư lệnh Quân chủng Phòng không – Không quân                       | http://phongkhongkhongquan.vn/                                                 |                                                                                                 |
| Báo Quân đội nhân dân                             | Tổng cục chính trị Quân đội nhân dân Việt Nam                        | https://qdnd.vn/                                                               |                                                                                                 |
| Báo Quân khu 1                                    | Bộ Tư lệnh Quân khu 1                                                | https://baoquankhu1.vn/                                                        |                                                                                                 |
| Báo Quân khu 2                                    | Bộ Tư lệnh Quân khu 2                                                | http://quankhu2.vn/ Lưu trữ ngày 14 tháng 12 năm 2015 tại Wayback Machine      |                                                                                                 |
| Báo Quân khu 3                                    | Bộ Tư lệnh Quân khu 3                                                | http://quankhu3.vn/                                                            |                                                                                                 |
| Báo Quân khu 4                                    | Bộ Tư lệnh Quân khu 4                                                | http://baoquankhu4.com.vn/                                                     |                                                                                                 |
| Báo Quân khu 5                                    | Bộ Tư lệnh Quân khu 5                                                | http://baoquankhu5.vn/                                                         |                                                                                                 |
| Báo Quân khu 7                                    | Bộ Tư lệnh Quân khu 7                                                | https://baoquankhu7.vn/                                                        |                                                                                                 |
| Báo Quân khu 9                                    | Bộ Tư lệnh Quân khu 9                                                |                                                                                |                                                                                                 |
| Báo Quốc phòng Thủ đô                             | Bộ Tư lệnh Thủ đô Hà Nội                                             | http://quocphongthudo.vn/                                                      |                                                                                                 |
| Tạp chí Cảnh sát nhân dân                         | Học viện Cảnh sát nhân dân                                           | http://csnd.vn/ Lưu trữ ngày 8 tháng 5 năm 2021 tại Wayback Machine            |                                                                                                 |
| Tạp chí Công an nhân dân                          | Bộ Công an                                                           |                                                                                |                                                                                                 |
| Tạp chí Công nghiệp Quốc phòng và Kinh tế         | Tổng cục Công nghiệp Quốc phòng                                      | http://tapchi.vdi.org.vn/ Lưu trữ ngày 23 tháng 5 năm 2021 tại Wayback Machine |                                                                                                 |
| Tạp chí Dân quân tự vệ – Giáo dục Quốc phòng      | Cục Dân quân Tự vệ, Quân đội nhân dân Việt Nam                       |                                                                                | Năm 2018, sáp nhập với 3 tạp chí khác thành Tạp chí Quân sự Quốc phòng                          |
| Tạp chí Giáo dục lý luận Chính trị Quân sự        | Học viện Chính trị                                                   |                                                                                |                                                                                                 |
| Tạp chí Hải quân                                  | Bộ Tư lệnh Quân chủng Hải quân                                       |                                                                                |                                                                                                 |
| Tạp chí Hậu cần Quân đội                          | Tổng cục Hậu cần, Quân đội nhân dân Việt Nam                         |                                                                                |                                                                                                 |
| Tạp chí Khoa học Biên phòng                       | Bộ Tư lệnh Biên phòng                                                |                                                                                |                                                                                                 |
| Tạp chí Khoa học công nghệ và Môi trường Công an  | Bộ Công an                                                           |                                                                                | Năm 2017, sáp nhập với Tạp chí Y học Công an thành Tạp chí Hậu cần - Kỹ thuật Công an nhân dân. |
| Tạp chí Khoa học Giáo dục Biên phòng              | Học viện Biên phòng                                                  |                                                                                |                                                                                                 |
| Tạp chí Khoa học Quân sự                          | Trung tâm Thông tin Khoa học Quân sự                                 |                                                                                |                                                                                                 |
| Tạp chí Khoa học Quân sự Lục quân                 | Trường Sĩ quan Lục quân 1                                            |                                                                                |                                                                                                 |
| Tạp chí Kiến thức Quốc phòng hiện đại             | Tổng cục Tình báo, Quân đội nhân dân Việt Nam                        |                                                                                |                                                                                                 |
| Tạp chí Khoa học và Chiến thuật                   | Trường Sĩ quan Lục quân 2                                            |                                                                                |                                                                                                 |
| Tạp chí Khoa học và Giáo dục An ninh              | Học viện An ninh nhân dân                                            |                                                                                |                                                                                                 |
| Tạp chí Khoa học và Giáo dục CSND                 | Trường đại học An ninh nhân dân                                      |                                                                                |                                                                                                 |
| Tạp chí Khoa học và Giáo dục Phòng cháy chữa cháy | Trường đại học Phòng cháy chữa cháy                                  |                                                                                |                                                                                                 |
| Tạp chí Khoa học và Giáo dục trật tự Xã hội       | Học viện Cảnh sát nhân dân                                           |                                                                                |                                                                                                 |
| Tạp chí Khoa học và Kỹ thuật                      | Học viện Kỹ thuật Quân sự                                            |                                                                                |                                                                                                 |
| Tạp chí Kỹ thuật và Trang bị                      | Tổng cục Kỹ thuật, Quân đội nhân dân Việt Nam                        |                                                                                |                                                                                                 |
| Tạp chí Lịch sử Quân sự                           | Viện Lịch sử Quân sự                                                 |                                                                                |                                                                                                 |
| Tạp chí Nghệ thuật Quân sự Việt Nam               | Học viện Quốc phòng                                                  |                                                                                |                                                                                                 |
| Tạp chí Nghiên cứu Chiến thuật chiến dịch         | Học viện Lục quân                                                    |                                                                                |                                                                                                 |
| Tạp chí Nghiên cứu khoa học Hậu cần Quân sự       | Học viện Hậu cần                                                     |                                                                                |                                                                                                 |
| Tạp chí Nghiên cứu Khoa học và Công nghệ Quân sự  | Viện Khoa học và Công nghệ Quân sự                                   |                                                                                |                                                                                                 |
| Tạp chí Nhà trường quân đội                       | Cục Nhà trường, Quân đội nhân dân Việt Nam                           |                                                                                | Năm 2018, sáp nhập với 3 tạp chí khác thành Tạp chí Quân sự Quốc phòng                          |
| Tạp chí Phòng không – Không quân                  | Bộ Tư lệnh Quân chủng Phòng không – Không quân                       |                                                                                |                                                                                                 |
| Tạp chí Quan hệ quốc phòng                        | Viện Quan hệ về Quốc phòng                                           |                                                                                |                                                                                                 |
| Tạp chí Quân huấn                                 | Cục Quân huấn, Quân đội nhân dân Việt Nam                            |                                                                                | Năm 2018, sáp nhập với 3 tạp chí khác thành Tạp chí Quân sự Quốc phòng                          |
| Tạp chí Quốc phòng toàn dân                       | Tổng cục chính trị Quân đội nhân dân Việt Nam                        | http://tapchiqptd.vn/ Lưu trữ ngày 7 tháng 12 năm 2018 tại Wayback Machine     |                                                                                                 |
| Tạp chí Tài chính Quân đội                        | Cục Tài chính, Quân đội nhân dân Việt Nam                            |                                                                                | Dừng hoạt động để thực hiện QHBC                                                                |
| Tạp chí Văn hóa Quân sự                           | Tổng cục Chính trị Quân đội nhân dân Việt Nam                        |                                                                                |                                                                                                 |
| Tạp chí Văn nghệ Quân đội                         | Tổng cục Chính trị Quân đội nhân dân Việt Nam                        | http://vannghequandoi.com.vn/                                                  |                                                                                                 |
| Tạp chí Y học Quân sự                             | Viện Y học dự phòng Quân đội, Cục Quân y, Quân đội nhân dân Việt Nam | http://yhqs.vn/                                                                |                                                                                                 |
| Tạp chí Y dược Lâm sàng 108                       | Bệnh viện Trung ương Quân đội 108                                    |                                                                                |                                                                                                 |
| Tạp chí Y dược học Quân sự                        | Học viện Quân y                                                      |                                                                                |                                                                                                 |

## Pháp luật – Tư pháp
| Tên tờ báo                      | Cơ quan phát hành                                                         | Phiên bản web                                                                      | Ghi chú |
| ------------------------------- | ------------------------------------------------------------------------- | ---------------------------------------------------------------------------------- | --- |
| Báo Bảo vệ pháp luật            | Viện Kiểm sát nhân dân Tối cao                                            | https://baovephapluat.vn/                                                          | |
| Báo Công lý                     | Tòa án nhân dân Tối cao                                                   | https://congly.vn/                                                                 | |
| Báo Đời sống và Pháp luật       | Hội Luật gia Việt Nam                                                     | https://nguoiduatin.vn                                                             | |
| Báo Pháp luật Việt Nam          | Bộ Tư pháp                                                                | https://baophapluat.vn/                                                            | |
| Báo Pháp luật TP.HCM            | Ủy ban nhân dân Thành phố Hồ Chí Minh                                     | https://plo.vn/                                                                    | |
| Báo Pháp luật và Xã hội         | Sở Tư pháp Hà Nội                                                         | https://phapluatxahoi.vn/                                                          | |
| Báo Thanh tra                   | Thanh tra Chính phủ                                                       | https://thanhtra.com.vn/                                                           | |
| Tạp chí Dân chủ và Pháp luật    | Bộ Tư pháp                                                                | https://tcdcpl.moj.gov.vn/                                                         | |
| Tạp chí Kiểm sát                | Viện Kiểm sát nhân dân Tối cao                                            | https://kiemsat.vn                                                                 | |
| Tạp chí Luật học                | Đại học Luật Hà Nội                                                       | https://tapchi.hlu.edu.vn/                                                         | |
| Tạp chí Nghề luật               | Học viện Tư pháp                                                          |                                                                                    | |
| Tạp chí Nghiên cứu lập pháp     | Văn phòng Quốc hội                                                        | http://lapphap.vn/ Lưu trữ ngày 28 tháng 9 năm 2022 tại Wayback Machine            | |
| Tạp chí Pháp luật và Phát triển | Viện nghiên cứu Pháp luật và Kinh tế ASEAN                                | https://phapluatphattrien.vn/ Lưu trữ ngày 23 tháng 5 năm 2021 tại Wayback Machine | Năm 2020, chuyển đổi cơ quan chủ quản từ Hội Luật gia Việt Nam sang Viện nghiên cứu Pháp luật và Kinh tế ASEAN để thực hiện QHBC  |
| Tạp chí Pháp lý                 | Viện Khoa học Pháp lý và Kinh doanh Quốc tế (IBLA), Hội Luật gia Việt Nam | https://phaply.net.vn/                                                             | Năm 2020, chuyển đổi cơ quan chủ quản từ Hội Luật gia Việt Nam sang Viện Khoa học Pháp lý và Kinh doanh Quốc tế để thực hiện QHBC |
| Tạp chí Tòa án                  | Tòa án nhân dân Tối cao                                                   | https://tapchitoaan.vn/                                                            | |
| Tạp chí Thanh tra               | Thanh tra Chính phủ                                                       | http://thanhtravietnam.vn/                                                         | |

## Chính trị – Hành chính – Đối ngoại
| Tên tờ báo                                   | Cơ quan phát hành                                          | Phiên bản web                           | Ghi chú                                                                      |
| -------------------------------------------- | ---------------------------------------------------------- | --------------------------------------- | ---------------------------------------------------------------------------- |
| Đặc san Bạch dương                           | Hội hữu nghị Việt – Nga                                    |                                         |                                                                              |
| Tạp chí Báo cáo viên                         | Ban Tuyên giáo Trung ương Đảng Cộng sản Việt Nam           |                                         | Đã ngừng hoạt động                                                           |
| Tạp chí Dân vận                              | Ban Dân vận Trung ương Đảng Cộng sản Việt Nam              | http://danvan.vn/                       |                                                                              |
| Tạp chí Đối ngoại                            | Ban Đối ngoại Trung ương                                   |                                         |                                                                              |
| Tạp chí Giáo dục lý luận                     | Học viện Chính trị khu vực I                               |                                         |                                                                              |
| Tạp chí Hữu nghị                             | Liên Hiệp các Tổ chức hữu nghị Việt Nam                    |                                         | Năm 2020, sáp nhập với Báo Thời đại thành Tạp chí Thời đại để thực hiện QHBC |
| Tạp chí Khoa học Chính trị                   | Học viện Chính trị khu vực II                              |                                         |                                                                              |
| Tạp chí Kiểm tra                             | Ủy ban Kiểm tra Trung ương Đảng Cộng sản Việt Nam          |                                         |                                                                              |
| Tạp chí Lịch sử Đảng                         | Viện Lịch sử Đảng, Học viện Chính trị Quốc gia Hồ Chí Minh |                                         |                                                                              |
| Tạp chí Lý luận Chính trị                    | Học viện Chính trị Quốc gia Hồ Chí Minh                    | http://lyluanchinhtri.vn/               |                                                                              |
| Tạp chí Lý luận Chính trị và Truyền thông    | Học viện Báo chí và Tuyên truyền                           | https://lyluanchinhtrivatruyenthong.vn/ |                                                                              |
| Tạp chí Xây dựng Đảng                        | Ban Tổ chức Trung ương Đảng Cộng sản Việt Nam              | http://xaydungdang.org.vn/              |                                                                              |
| Tạp chí Nhịp cầu tri thức                    | Nhà xuất bản Chính trị quốc gia – Sự thật                  | http://nhipcautrithuc.vn/               |                                                                              |
| Tạp chí Sinh hoạt lý luận                    | Học viện Chính trị khu vực III                             |                                         |                                                                              |
| Tạp chí Quản lý Nhà nước                     | Học viện Hành chính Quốc gia                               |                                         |                                                                              |
| Tạp chí Thông tin công tác Tư tưởng, lý luận | Ban Tuyên giáo Trung ương Đảng Cộng sản Việt Nam           |                                         | Đã ngừng hoạt động                                                           |
| Tạp chí Việt – Mỹ                            | Hội Việt – Mỹ                                              | https://vietmy.net.vn/                  |                                                                              |
| Báo Thế giới và Việt Nam                     | Bộ Ngoại giao Việt Nam                                     | https://baoquocte.vn                    |                                                                              |
| Tạp chí Nghiên cứu quốc tế                   | Học viện Ngoại giao                                        |                                         |                                                                              |
| Tạp chí Thông tin đối ngoại                  | Ban Chỉ đạo Công tác thông tin đối ngoại Trung ương        |                                         |                                                                              |
| Tạp chí Quê Hương                            | Ủy ban Nhà nước về người Việt Nam ở nước ngoài             | http://quehuong.org.vn                  |                                                                              |
| Tạp chí Toàn cảnh, sự kiện và dư luận        | Bộ Thông tin và Truyền thông                               |                                         | Đã ngừng hoạt động                                                           |
| Tạp chí Thời đại                             | Liên hiệp các tổ chức hữu nghị Việt Nam                    | https://thoidai.com.vn/                 |                                                                              |
| Tạp chí Tuyên giáo                           | Ban Tuyên giáo Trung ương Đảng Cộng sản Việt Nam           | https://tuyengiao.vn                    |                                                                              |
| Tạp chí Tư tưởng – Văn hoá                   | Ban Tuyên giáo Trung ương Đảng Cộng sản Việt Nam           |                                         | Đã ngừng hoạt động                                                           |

## Kinh tế – Tài chính
| Tên tờ báo                                          | Cơ quan phát hành                                                                                 | Phiên bản web                                                                         | Ghi chú |
| --------------------------------------------------- | ------------------------------------------------------------------------------------------------- | ------------------------------------------------------------------------------------- | --- |
| Báo Bạn đường                                       | Ủy ban An toàn giao thông Quốc gia                                                                |                                                                                       | Đã ngừng hoạt động |
| Báo Công thương                                     | Bộ Công Thương                                                                                    | https://congthuong.vn/                                                                | |
| Báo Đấu thầu                                        | Bộ Kế hoạch và Đầu tư                                                                             | https://baodauthau.vn/                                                                | |
| Báo Đầu tư                                          | Bộ Kế hoạch và Đầu tư                                                                             | https://baodautu.vn/                                                                  | |
| Tạp chí Diễn đàn doanh nghiệp                       | Liên đoàn Thương mại và Công nghiệp Việt Nam                                                      | https://diendandoanhnghiep.vn/                                                        | Năm 2020, chuyển đổi từ báo thành tạp chí và sáp nhập với 3 tạp chí khác thuộc VCCI để thực hiện QHBC                                                 |
| Báo Đường sắt Việt Nam                              | Tổng công ty Đường sắt Việt Nam                                                                   |                                                                                       | Đã ngừng hoạt động |
| Báo Giao thông                                      | Bộ Giao thông Vận tải                                                                             | https://www.baogiaothong.vn/                                                          | |
| Tạp chí Hải quan                                    | Tổng cục Hải quan                                                                                 | https://haiquanonline.com.vn/                                                         | Năm 2020, chuyển đổi từ báo thành tạp chí để thực hiện QHBC                                                                                           |
| Báo Kinh tế hợp tác Việt Nam                        | Liên minh các hợp tác xã Việt Nam                                                                 |                                                                                       | Đã ngừng hoạt động |
| Tạp chí Kinh tế nông thôn                           | Hội Làm vườn Việt Nam                                                                             | https://kinhtenongthon.vn/                                                            | |
| Báo Nông nghiệp Việt Nam                            | Bộ Nông nghiệp và Phát triển nông thôn                                                            | https://nongnghiep.vn/                                                                | |
| Báo Nông thôn Ngày nay                              | Hội Nông dân Việt Nam                                                                             | https://danviet.vn                                                                    | |
| Báo Tài nguyên và Môi trường                        | Bộ Tài nguyên và Môi trường                                                                       | https://baotainguyenmoitruong.vn                                                      | |
| Báo Thương mại                                      | Bộ Công Thương                                                                                    |                                                                                       | Đã ngừng hoạt động |
| Báo Xây dựng                                        | Bộ Xây dựng                                                                                       | https://baoxaydung.com.vn/                                                            | |
| Tạp chí Bảo vệ môi trường                           | Tổng cục Môi trường                                                                               |                                                                                       | |
| Tạp chí Bảo vệ thực vật                             | Viện Bảo vệ thực vật                                                                              |                                                                                       | |
| Tạp chí Bất động sản Việt Nam                       | Hiệp hội Bất động sản nhà đất Việt Nam                                                            | https://reatimes.vn/                                                                  | |
| Tạp chí Biển và Bờ                                  | Hội Cảng Đường thủy Thềm lục địa Việt Nam                                                         |                                                                                       | |
| Tạp chí Cánh buồm                                   | Cục Đường thủy Nội địa Việt Nam                                                                   |                                                                                       | Đã ngừng hoạt động |
| Tạp chí Cao su Việt Nam                             | Tập đoàn Công nghiệp Cao su Việt Nam                                                              |                                                                                       | |
| Tạp chí Cầu đường Việt Nam                          | Hội Khoa học Kỹ thuật Cầu đường Việt Nam                                                          |                                                                                       | |
| Tạp chí Chứng khoán Việt Nam                        | Ủy ban Chứng khoán Nhà nước                                                                       |                                                                                       | |
| Tạp chí Chăn nuôi                                   | Hội Chăn nuôi Việt Nam                                                                            | http://nhachannuoi.vn/                                                                | |
| Tạp chí Chế tạo máy Việt Nam                        | Hiệp hội Doanh nghiệp Cơ khí Việt Nam                                                             |                                                                                       | |
| Tạp chí Con đường xanh                              | Hội Bảo vệ môi trường Giao thông vận tải                                                          |                                                                                       | |
| Tạp chí Con số và sự kiện                           | Tổng cục Thống kê                                                                                 | http://consosukien.vn/                                                                | |
| Tạp chí Công nghiệp hoá chất                        | Tổng công ty Hoá chất Việt Nam                                                                    |                                                                                       | Đã ngừng hoạt động |
| Tạp chí Công nghiệp kỹ thuật Điện Việt Nam          | Hiệp hội Công nghiệp Kỹ thuật Điện Việt Nam                                                       | http://www.velina.org/                                                                | |
| Tạp chí Công nghiệp mỏ                              | Hội Khoa học kỹ thuật Mỏ Việt Nam                                                                 |                                                                                       | |
| Tạp chí Công nghiệp ô tô Việt Nam                   | Tổng công ty Công nghiệp ô tô Việt Nam                                                            |                                                                                       | Đã ngừng hoạt động |
| Tạp chí Công nghiệp tàu thủy Việt Nam               | Hội Khoa học công nghiệp tàu thủy                                                                 | http://congnghieptauthuyvietnam.vn/                                                   | |
| Tạp chí Công Thương                                 | Bộ Công Thương                                                                                    | https://tapchicongthuong.vn/                                                          | |
| Tạp chí Cơ khí Việt Nam                             | Hội Cơ khí Việt Nam                                                                               | http://cokhivietnam.vn/                                                               | |
| Tạp chí Dân tộc và Thời đại                         | Hội Dân tộc học Việt Nam                                                                          |                                                                                       | |
| Tạp chí Dầu khí                                     | Tập đoàn Dầu khí Việt Nam                                                                         |                                                                                       | Đã ngừng hoạt động |
| Tạp chí Dệt may và thời trang Việt Nam              | Tổng công ty Dệt may Việt Nam                                                                     |                                                                                       | Đã ngừng hoạt động |
| Tạp chí Nhà đầu tư                                  | Hiệp hội Doanh nghiệp Đầu tư nước ngoài                                                           | https://nhadautu.vn                                                                   | |
| Tạp chí Doanh nghiệp và Hội nhập                    | Hiệp hội Doanh nghiệp nhỏ và vừa Việt Nam                                                         | https://doanhnghiephoinhap.vn/                                                        | |
| Tạp chí Doanh nghiệp và Thương hiệu nông thôn       | Hiệp hội Doanh nghiệp nhỏ và vừa ngành nghề nông thôn Việt Nam                                    | http://doanhnghiepthuonghieu.vn/ Lưu trữ ngày 28 tháng 4 năm 2021 tại Wayback Machine | |
| Tạp chí Doanh nghiệp và Thương mại                  | Hiệp hội công nghiệp hỗ trợ Việt Nam                                                              | https://doanhnghiepvathuongmai.vn/                                                    | |
| Tạp chí Đại – Trực tràng học                        | Hội Hậu môn trực tràng học Việt Nam                                                               |                                                                                       | |
| Tạp chí Đăng kiểm                                   | Cục Đăng kiểm Việt Nam                                                                            |                                                                                       | Đã ngừng hoạt động |
| Tạp chí Địa chất                                    | Tổng cục Địa chất và Khoáng sản Việt Nam                                                          |                                                                                       | |
| Tạp chí Điện lực                                    | Tập đoàn Điện lực Việt Nam                                                                        |                                                                                       | Đã ngừng hoạt động |
| Tạp chí Điện tử Kinh doanh và Phát triển            | Viện Đào tạo, Tư vấn và Phát triển Kinh tế (IDE), Liên hiệp các Hội Khoa học và Kỹ thuật Việt Nam | https://kinhdoanhvaphattrien.vn/                                                      | |
| Tạp chí Điện tử và Tin học                          | Hiệp hội Doanh nghiệp Điện tử Việt Nam                                                            |                                                                                       | |
| Tạp chí Điện và Đời sống                            | Hội Điện lực Việt Nam                                                                             | http://dienvadoisong.vn/                                                              | |
| Tạp chí Đồ uống Việt Nam                            | Hiệp hội rượu bia – nước giải khát Việt Nam                                                       |                                                                                       | |
| Tạp chí Độc học                                     | Văn phòng chỉ đạo 33, Bộ Tài nguyên và Môi trường                                                 |                                                                                       | Đã ngừng hoạt động |
| Tạp chí Đông Nam Á                                  | Hội Nghiên cứu Đông Nam Á Việt Nam                                                                |                                                                                       | |
| Tạp chí Đời mới                                     | Hội Người mù Việt Nam                                                                             |                                                                                       | |
| Tạp chí Đường bộ Việt Nam                           | Tổng cục Đường bộ Việt Nam                                                                        | http://duongbo.vn                                                                     | |
| Tạp chí Giao thông vận tải                          | Bộ Giao thông Vận tải                                                                             | http://tapchigiaothong.vn/                                                            | |
| Tạp chí Hàng hải Việt Nam                           | Cục Hàng hải Việt Nam                                                                             |                                                                                       | Đã ngừng hoạt động |
| Tạp chí Thương hiệu và Sản phẩm                     | Hội Khoa học các sản phẩm thiên nhiên Việt Nam                                                    | https://thuonghieusanpham.vn/                                                         | |
| Tạp chí Hàng không Việt Nam                         | Cục Hàng không dân dụng Việt Nam                                                                  |                                                                                       | Đã ngừng hoạt động |
| Tạp chí Heritage                                    | Tổng công ty Hàng không Việt Nam                                                                  | https://heritagevietnamairlines.com/                                                  | |
| Tạp chí Hoá học và ứng dụng                         | Hội Hóa học Việt Nam                                                                              |                                                                                       | |
| Tạp chí Hỗ trợ phát triển                           | Ngân hàng Phát triển Việt Nam                                                                     |                                                                                       | |
| Tạp chí Hướng nghiệp và Hoà nhập                    | Hiệp hội Doanh nghiệp của Thương binh và Người khuyết tật Việt Nam                                | https://hoanhap.vn                                                                    | |
| Tạp chí In và Truyền thông                          | Hiệp hội In Việt Nam                                                                              |                                                                                       | |
| Tạp chí Kế toán                                     | Hội Kế toán Việt Nam                                                                              |                                                                                       | |
| Tạp chí Khí tượng thủy văn                          | Trung tâm khí tượng Thủy văn quốc gia                                                             | http://tapchikttv.vn/                                                                 | |
| Tạp chí Khoa học công nghệ Hàng hải                 | Trường Đại học Hàng hải                                                                           |                                                                                       | |
| Tạp chí Khoa học công nghệ xây dựng                 | Viện Khoa học Công nghệ Xây dựng, Bộ Xây dựng                                                     |                                                                                       | |
| Tạp chí Khoa học Đất                                | Hội Khoa học Đất Việt Nam                                                                         | http://tapchikhoahocdat.vn/                                                           | |
| Tạp chí Khoa học Đo đạc và Bản đồ                   | Viện Nghiên cứu khoa học Đo đạc và Bản đồ                                                         |                                                                                       | |
| Tạp chí Khoa học công nghệ chăn nuôi                | Hội Khoa học Công nghệ chăn nuôi Việt Nam                                                         |                                                                                       | |
| Tạp chí Khoa học và công nghệ Nhiệt                 | Hội Khoa học Kỹ thuật Nhiệt Việt Nam                                                              |                                                                                       | |
| Tạp chí Khoa học và công nghệ nông nghiệp Việt Nam  | Viện Khoa học Nông nghiệp Việt Nam                                                                |                                                                                       | |
| Tạp chí Khoa học và đào tạo ngân hàng               | Học viện Ngân hàng                                                                                |                                                                                       | |
| Tạp chí Khu công nghiệp Việt Nam                    | Bộ Kế hoạch và Đầu tư                                                                             |                                                                                       | |
| Tạp chí Kiểm toán                                   | Kiểm toán Nhà nước                                                                                |                                                                                       | |
| Tạp chí Kiến trúc Việt Nam                          | Viện Kiến trúc, Quy hoạch đô thị và nông thôn, Bộ Xây dựng                                        | https://tapchikientruc.com.vn/                                                        | |
| Tạp chí Kinh doanh và Tiếp thị                      | Viện Đào tạo, Tư vấn và Phát triển Kinh tế (IDE)                                                  |                                                                                       | |
| Tạp chí Kinh doanh và Sản phẩm                      | Liên minh các hợp tác xã Việt Nam                                                                 |                                                                                       | Đã ngừng hoạt động |
| Tạp chí Kinh tế châu Á – Thái Bình Dương            | Trung tâm kinh tế châu Á – Thái Bình Dương                                                        |                                                                                       | |
| Tạp chí Kinh tế và dự báo                           | Bộ Kế hoạch và Đầu tư                                                                             | https://kinhtevadubao.vn/                                                             | |
| Tạp chí Kinh tế và Môi trường                       | Hội Kinh tế môi trường Việt Nam                                                                   | https://kinhtemoitruong.vn/                                                           | |
| Tạp chí Doanh nghiệp và Tiếp thị                    | Hội Marketing Việt Nam                                                                            | https://doanhnghieptiepthi.vn                                                         | Năm 2020, chuyển đổi từ báo thành tạp chí và thay đổi tên gọi từ Báo Kinh doanh và Pháp luật thành Tạp chí Doanh nghiệp và Tiếp thị để thực hiện QHBC |
| Tạp chí Môi trường và cuộc sống                     | Hội Nước sạch và Môi trường Việt Nam                                                              |                                                                                       | |
| Tạp chí Mỹ phẩm                                     | Hiệp hội tinh dầu hương liệu mỹ phẩm Việt Nam                                                     |                                                                                       | |
| Tạp chí Năng lượng Việt Nam                         | Hiệp hội Năng lượng Việt Nam                                                                      |                                                                                       | |
| Tạp chí Ngân hàng                                   | Ngân hàng Nhà nước                                                                                | http://tapchinganhang.com.vn/                                                         | |
| Tạp chí Nghiên cứu Khoa học Kiểm toán               | Kiểm toán Nhà nước                                                                                |                                                                                       | |
| Tạp chí Nghiên cứu tài chính kế toán                | Học viện Tài chính                                                                                |                                                                                       | |
| Tạp chí Ngôn ngữ và đời sống                        | Hội Ngôn ngữ học Việt Nam                                                                         |                                                                                       | |
| Tạp chí Người chăn nuôi                             | Bộ Nông nghiệp và Phát triển nông thôn                                                            | http://nguoichannuoi.vn/                                                              | |
| Tạp chí Người đô thị                                | Viện nghiên cứu đô thị và phát triển hạ tầng                                                      | https://nguoidothi.net.vn                                                             | |
| Tạp chí Chất lượng và cuộc sống                     | Hội Khoa học và Kỹ thuật về Tiêu chuẩn và Chất lượng Việt Nam                                     | https://chatluongvacuocsong.vn/                                                       | Năm 2020, chuyển đổi từ báo thành tạp chí và thay đổi tên gọi từ Báo Người tiêu dùng thành Tạp chí Chất lượng và cuộc sống để thực hiện QHBC          |
| Tạp chí Nhà Đẹp                                     | Hội Kiến trúc sư Việt Nam                                                                         |                                                                                       | |
| Tạp chí Nhà thầu và thị trường xây dựng             | Hiệp hội Nhà thầu Xây dựng Việt Nam                                                               |                                                                                       | |
| Tạp chí Nhịp cầu Đầu tư                             | Hội liên lạc với người Việt Nam ở nước ngoài                                                      | https://nhipcaudautu.vn                                                               | |
| Tạp chí Nông nghiệp và phát triển nông thôn         | Bộ Nông nghiệp và Phát triển nông thôn                                                            | http://tapchikhoahocnongnghiep.vn/                                                    | |
| Tạp chí Phân tích hoá lý và sinh học                | Hội Khoa học kỹ thuật phân tích hoá lý và sinh học Việt Nam                                       |                                                                                       | |
| Tạp chí Quản lý kinh tế                             | Viện Nghiên cứu quản lý kinh tế Trung ương                                                        |                                                                                       | |
| Tạp chí Quản lý ngân quỹ quốc gia                   | Kho bạc Nhà nước                                                                                  |                                                                                       | |
| Tạp chí Quê hương ngày nay                          | Hiệp hội Phân bón Việt Nam                                                                        |                                                                                       | |
| Tạp chí Sở hữu trí tuệ và sáng tạo                  | Hội Sở hữu Trí tuệ Việt Nam                                                                       | https://sohuutritue.net.vn                                                            | |
| Tạp chí Tài chính                                   | Bộ Tài chính                                                                                      | https://tapchitaichinh.vn                                                             | |
| Tạp chí Tài chính doanh nghiệp                      | Hội Tư vấn Thuế Việt Nam                                                                          | https://taichinhdoanhnghiep.net.vn                                                    | |
| Tạp chí Tài chính – Bảo hiểm                        | Tập đoàn Bảo Việt                                                                                 |                                                                                       | |
| Tạp chí Tài nguyên và Môi trường                    | Bộ Tài nguyên và Môi trường                                                                       | http://www.tainguyenvamoitruong.vn/                                                   | |
| Tạp chí Tem                                         | Hội Tem Việt Nam                                                                                  |                                                                                       | |
| Tạp chí Than Việt Nam                               | Tổng công ty Than Việt Nam                                                                        |                                                                                       | |
| Tạp chí Thanh tra tài chính                         | Bộ Tài chính                                                                                      |                                                                                       | |
| Tạp chí Thế giới ảnh                                | Liên đoàn Thương mại và Công nghiệp Việt Nam                                                      |                                                                                       | Đã sáp nhập với Tạp chí Diễn đàn Doanh nghiệp vào năm 2020 để thực hiện QHBC                                                                          |
| Tạp chí Thế giới Chè                                | Hiệp hội Chè Việt Nam                                                                             |                                                                                       | Đã ngừng hoạt động |
| Tạp chí Thế giới Di sản                             | Hội Di sản Văn hoá Việt Nam                                                                       | http://thegioidisan.vn                                                                | |
| Tạp chí Thế giới Vàng                               | Hiệp hội Kinh doanh Vàng Việt Nam                                                                 |                                                                                       | |
| Tạp chí Thị trường bảo hiểm – Tái bảo hiểm Việt Nam | Công ty cổ phần Tái bảo hiểm quốc gia Việt Nam                                                    |                                                                                       | |
| Tạp chí Thị trường giá cả                           | Bộ Tài chính                                                                                      |                                                                                       | Đã ngừng hoạt động |
| Tạp chí Thị trường tài chính tiền tệ                | Ngân hàng Nhà nước                                                                                | http://thitruongtaichinhtiente.vn                                                     | |
| Tạp chí Thông tin và dự báo kinh tế – xã hội        | Trung tâm thông tin và dự báo Kinh tế – xã hội                                                    |                                                                                       | Đã ngừng hoạt động |
| Tạp chí Thông tin và Phát triển                     | Hội Thông tin Khoa học và Công nghệ Việt Nam                                                      |                                                                                       | Đã sáp nhập với Báo điện tử Một thế giới thành Tạp chí Một thế giới vào năm 2020 để thực hiện QHBC                                                    |
| Tạp chí Thời trang Vàng                             | Hội Mỹ nghệ kim hoàn Việt Nam                                                                     |                                                                                       | |
| Tạp chí Thuế nhà nước                               | Tổng cục Thuế                                                                                     | https://thuenhanuoc.vn/ Lưu trữ ngày 21 tháng 1 năm 2022 tại Wayback Machine          | |
| Tạp chí Thủy sản Việt Nam                           | Hội Nghề cá Việt Nam                                                                              | https://thuysanvietnam.com.vn/                                                        | |
| Tạp chí Thương mại hàng hải                         | Hiệp hội Cảng biển Việt Nam                                                                       |                                                                                       | |
| Tạp chí Thương mại Thủy sản – Vietfish              | Hiệp hội Chế biến và Xuất khẩu Thủy sản Việt Nam                                                  |                                                                                       | |
| Tạp chí Thương trường                               | Hiệp hội các nhà bán lẻ Việt Nam                                                                  | https://thuongtruong.com.vn/                                                          | |
| Tạp chí Tiếp thị Việt Nam                           | Hiệp hội Quảng cáo Việt Nam                                                                       |                                                                                       | Đã ngừng hoạt động |
| Tạp chí Tin học ngân hàng                           | Ngân hàng Nhà nước                                                                                |                                                                                       | |
| Tạp chí Tin học tài chính                           | Bộ Tài chính                                                                                      |                                                                                       | |
| Tạp chí Tình thương và cuộc sống                    | Hội Cứu trợ Trẻ em Tàn tật Việt Nam                                                               |                                                                                       | |
| Tạp chí Văn hoá doanh nhân                          | Liên đoàn Thương mại và Công nghiệp Việt Nam                                                      |                                                                                       | Đã sáp nhập với Tạp chí Diễn đàn Doanh nghiệp vào năm 2020 để thực hiện QHBC                                                                          |
| Tạp chí Vận tải ô tô                                | Hiệp hội Vận tải ô tô Việt Nam                                                                    |                                                                                       | |
| Tạp chí Vật lý ngày nay                             | Hội Vật lý Việt Nam                                                                               |                                                                                       | |
| Tạp chí Vật lý và tuổi trẻ                          | Hội Vật lý Việt Nam                                                                               |                                                                                       | |
| Tạp chí Vietnam Business Forum                      | Liên đoàn Thương mại và Công nghiệp Việt Nam                                                      |                                                                                       | Đã sáp nhập với Tạp chí Diễn đàn Doanh nghiệp vào năm 2020 để thực hiện QHBC                                                                          |
| Tạp chí Vietnam Logistics Review                    | Hiệp hội Doanh nghiệp Dịch vụ Logistics Việt Nam                                                  |                                                                                       | |
| Tạp chí Việt Nam hương sắc                          | Hội Sinh vật cảnh Việt Nam                                                                        |                                                                                       | |
| Tạp chí Xã hội thông tin                            | Tập đoàn Bưu chính Viễn thông Việt Nam                                                            |                                                                                       | Đã sáp nhập với Tạp chí VnMedia |
| Tạp chí Quy hoạch xây dựng                          | Viện Kiến trúc, Quy hoạch đô thị nông thôn, Bộ Xây dựng                                           |                                                                                       | |
| Tạp chí Xây dựng                                    | Bộ Xây dựng                                                                                       | https://tapchixaydung.vn                                                              | |
| Tạp chí Xây dựng và Đô thị                          | Học viện Cán bộ quản lý xây dựng và đô thị, Bộ Xây dựng                                           |                                                                                       | |
| Tạp chí Kinh tế Việt Nam                            | Hội Khoa học Kinh tế Việt Nam                                                                     | https://vneconomy.vn                                                                  | Năm 2020, chuyển đổi từ báo thành tạp chí để thực hiện QHBC                                                                                           |
| Tạp chí Mekong - ASEAN                              | Hội Phát triển Hợp Tác Kinh Tế Việt Nam – ASEAN                                                   | https://mekongsean.vn%5B%5D                                                           | Năm 2020, chuyển đổi từ báo thành tạp chí để thực hiện QHBC                                                                                           |
| Thời báo Ngân hàng                                  | Ngân hàng Nhà nước                                                                                | https://thoibaonganhang.vn/                                                           | |
| Thời báo Tài chính                                  | Bộ Tài chính                                                                                      | http://thoibaotaichinhvietnam.vn/                                                     | |

## Dân sinh – Xã hội
| Tên tờ báo                                     | Cơ quan phát hành                     | Phiên bản web                     | Ghi chú                                                                                             |
| ---------------------------------------------- | ------------------------------------- | --------------------------------- | --------------------------------------------------------------------------------------------------- |
| Báo Lao động và Xã hội                         | Bộ Lao động – Thương binh và Xã hội   | https://baodansinh.vn             | |
| Tạp chí Cẩm nang mua sắm                       | Nhà xuất bản Lao động – Xã hội        |                                   | Dừng hoạt động để thực hiện QHBC                                                                    |
| Tạp chí Khảo cổ học                            | Viện Khảo cổ học                      |                                   | |
| Tạp chí Khoa học Xã hội Việt Nam               | Viện Hàn lâm Khoa học Xã hội Việt Nam |                                   | |
| Tạp chí Khoa học Xã hội                        | Viện Hàn lâm Khoa học Xã hội Việt Nam |                                   | |
| Tạp chí Lao động và Xã hội                     | Bộ Lao động – Thương binh và Xã hội   | http://laodongxahoi.net           | |
| Tạp chí Gia đình và Trẻ em                     | Bộ Lao động – Thương binh và Xã hội   | http://giadinhvatreem.vn          | Năm 2021, sáp nhập với Báo Lao động và Xã hội để thực hiện QHBC                                     |
| Tạp chí Nghiên cứu Con người                   | Viện Nghiên cứu Con người             |                                   | |
| Tạp chí Nghiên cứu Trung Quốc                  | Viện Nghiên cứu Trung Quốc            |                                   | |
| Tạp chí Nghiên cứu Văn học                     | Viện Văn học                          |                                   | |
| Tạp chí Ngôn ngữ                               | Viện Ngôn ngữ học                     |                                   | |
| Tạp chí Nhà nước và Pháp luật                  | Viện Nhà nước và Pháp luật            |                                   | |
| Tạp chí Văn hóa dân gian                       | Viện Văn hóa                          |                                   | |
| Tạp chí Phát triển bền vững Vùng               | Viện Khoa học Xã hội Việt Nam         |                                   | |
| Tạp chí Tâm lý học                             | Viện Tâm lý học                       |                                   | |
| Tạp chí Những vấn đề Kinh tế thế giới          | Viện Khoa học Xã hội Việt Nam         |                                   | |
| Tạp chi Nghiên cứu Kinh tế                     | Viện Kinh tế Việt Nam                 |                                   | |
| Tạp chí Nghiên cứu Đông Bắc Á                  | Viện Nghiên cứu Đông Bắc Á            |                                   | |
| Tạp chi Nghiên cứu Tôn giáo                    | Viện Nghiên cứu Tôn giáo              |                                   | |
| Tạp chí Nghiên cứu Lịch sử                     | Viện Sử học                           |                                   | |
| Tạp chí Dân tộc học                            | Viện Dân tộc học                      |                                   | |
| Tạp chí Châu Mỹ ngày nay                       | Viện Nghiên cứu Châu Mỹ               |                                   | |
| Tạp chí Hán Nôm                                | Viện Nghiên cứu Hán Nôm               |                                   | |
| Tạp chí Thông tin Khoa học Xã hội              | Viện Khoa học Xã hội Việt Nam         |                                   | |
| Tạp chí Nghiên cứu Đông Nam Á                  | Viện Đông Nam Á                       |                                   | |
| Tạp chí Triết học                              | Viện Triết học                        |                                   | |
| Tạp chí Vietnam’s Socio – Economic Development | Viện Kinh tế Việt Nam                 |                                   | |
| Tạp chí Nghiên cứu châu Âu                     | Viện Nghiên cứu Châu Âu               |                                   | |
| Tạp chí Xã hội học                             | Viện Xã hội học                       |                                   | |
| Tạp chí Nghiên cứu Gia đình và Giới            | Viện Nghiên cứu Gia đình và Giới      |                                   | |
| Tạp chi Khoa học Xã hội miền Trung             | Viện Khoa học Xã hội Việt Nam         |                                   | |
| Báo Bảo hiểm xã hội                            | Bảo hiểm Xã hội Việt Nam              |                                   | Năm 2020, chuyển đổi từ báo thành tạp chí và sáp nhập với Tạp chí Bảo hiểm xã hội để thực hiện QHBC |
| Tạp chí Bảo hiểm xã hội                        | Bảo hiểm xã hội Việt Nam              | https://tapchibaohiemxahoi.gov.vn | Năm 2020, sáp nhập với Báo Bảo hiểm xã hội thành Tạp chí Bảo hiểm xã hội để thực hiện QHBC          |
| Tạp chí Tiếp thị và gia đình                   | Hiệp hội Quảng cáo Việt Nam           | https://tiepthigiadinh.vn         | |

## Y tế – Cộng đồng
| Tên tờ báo                                                     | Cơ quan phát hành                                            | Phiên bản web                    | Ghi chú |
| -------------------------------------------------------------- | ------------------------------------------------------------ | -------------------------------- | --- |
| Báo Sức khoẻ và Đời sống                                       | Bộ Y tế                                                      | https://suckhoedoisong.vn        | |
| Tạp chí Sức khỏe Cộng đồng                                     | Hội Giáo dục và Chăm sóc Sức khỏe Cộng đồng Việt Nam         | https://suckhoecongdongonline.vn | Năm 2020, chuyển đổi từ báo thành tạp chí để thực hiện QHBC                                                                                        |
| Báo Gia đình và Xã hội                                         | Tổng cục Dân số, kế hoạch hoá gia đình                       | https://giadinh.net.vn           | Năm 2021, sáp nhập với Báo Sức khỏe và Đời sống để thực hiện QHBC                                                                                  |
| Tạp chí Y dược học                                             | Bộ Y tế                                                      |                                  | |
| Tạp chí Y học thực hành                                        | Bộ Y tế                                                      |                                  | Sáp nhập với Tạp chi Dược học thánh Tạp chí Y dược học để thực hiện QHBC                                                                           |
| Tạp chí Dược học                                               | Bộ Y tế                                                      |                                  | Sáp nhập với Tạp chi Y học thực hành thành Tạp chí Y dược học để thực hiện QHBC                                                                    |
| Tạp chí Sức khỏe và An toàn thực phẩm                          | Cục An toàn Thực phẩm                                        |                                  | Đã ngừng hoạt động |
| Tạp chí AIDS và Cộng đồng                                      | Cục phòng, chống HIV, AIDS                                   |                                  | Đã ngừng hoạt động |
| Tạp chí Nội tiết và các rối loạn chuyển hoá                    | Bệnh viện Nội tiết                                           |                                  | |
| Tạp chí Châm cứu Việt Nam                                      | Viện Châm cứu Việt Nam                                       |                                  | |
| Tạp chí Nghiên cứu y dược học cổ truyền Việt Nam               | Viện Y học cổ truyền Việt Nam                                |                                  | |
| Tạp chí Dược liệu                                              | Viện Dược liệu                                               |                                  | |
| Tạp chí Y học thảm hoạ và Bỏng                                 | Viện Bỏng quốc gia                                           |                                  | |
| Tạp chí Kiểm nghiệm thuốc                                      | Viện Kiểm nghiệm thuộc Trung ương                            |                                  | |
| Tạp chí Y học lâm sàng                                         | Bệnh viện Bạch Mai                                           |                                  | |
| Tạp chí Chính sách y tế                                        | Viện Chiến lược và Chính sách y tế                           |                                  | |
| Tạp chí Phòng chống các bệnh sốt rét và các bệnh ký sinh trùng | Viện sốt rét và ký sinh trùng côn trùng Trung ương           |                                  | |
| Tạp chí Thông tin y dược                                       | Viện thông tin – thư viện y học Trung ương                   |                                  | |
| Tạp chí Dược và Mỹ phẩm                                        | Cục Quản lý Dược                                             |                                  | Đã ngừng hoạt động |
| Tạp chí Bệnh viện                                              | Cục Quản lý Khám chữa bệnh                                   |                                  | Đã ngừng hoạt động |
| Tạp chí Đông y Việt Nam                                        | Trung ương Hội Đông y Việt Nam                               |                                  | |
| Tạp chí Dinh dưỡng và Thực phẩm                                | Hội Dinh dưỡng Việt Nam                                      |                                  | |
| Tạp chí Y tế công cộng                                         | Hội Y tế công cộng Việt Nam                                  |                                  | |
| Tạp chí Thuốc và Sức khoẻ                                      | Hội Dược học Việt Nam                                        |                                  | |
| Tạp chí Reveu Pharmaceutique                                   | Hội Dược học Việt Nam                                        |                                  | |
| Tạp chí Trí tuệ                                                | Hiệp hội các trường đại học cao đẳng ngoài công lập Việt Nam |                                  | |
| Tạp chí Cây thuốc quý                                          | Hội Dược liệu Việt Nam                                       |                                  | |
| Tạp chí Khoa học kỹ thuật thú y                                | Hội Thú y Việt Nam                                           |                                  | |
| Tạp chí Tiêu hoá Việt Nam                                      | Hội Khoa học tiêu hoá Việt Nam                               |                                  | |
| Tạp chí Ung thư Việt Nam                                       | Hội Phòng chống bệnh không lây nhiễm Việt Nam                |                                  | |
| Tạp chí Nhãn khoa                                              | Hội Nhãn khoa Việt Nam                                       |                                  | |
| Tạp chí Phụ sản                                                | Hội Phụ sản Việt Nam                                         |                                  | |
| Tạp chí Tai mũi họng                                           | Hội Tai mũi họng Việt Nam                                    |                                  | |
| Tạp chí Thực phẩm và Đời sống                                  | Hội KHKT An toàn thực phẩm Việt Nam                          |                                  | |
| Tạp chí Tim mạch học Việt Nam                                  | Hội Tim mạch học Quốc gia Việt Nam                           |                                  | |
| Tạp chí Ung thư học                                            | Hội Ung thư Việt Nam                                         |                                  | |
| Tạp chí Gia đình                                               | Hội Kế hoạch hoá gia đình Việt Nam                           |                                  | |
| Tạp chí Thiết bị giáo dục                                      | Hiệp hội thiết bị giáo dục Việt Nam                          |                                  | |
| Tạp chí Giáo chức Việt Nam                                     | Hội Cựu giáo chức Việt Nam                                   |                                  | |
| Tạp chí Gan mật Việt Nam                                       | Hội Gan mật Việt Nam                                         |                                  | |
| Tạp chí Người bảo trợ                                          | Hội Bảo trợ trẻ em tàn tật Việt Nam                          |                                  | |
| Tạp chí Tin học và Đời sống                                    | Hội Tin học Việt Nam                                         | https://congnghevadoisong.vn     | |
| Tạp chí Biển Việt Nam                                          | Hội Khoa học kỹ thuật Biển Việt Nam                          |                                  | |
| Tạp chí Rừng và Đời sống                                       | Hội Khoa học Lâm nghiệp Việt Nam                             |                                  | |
| Tạp chí Tự động hoá ngày nay                                   | Hội KHKT tự động Việt Nam                                    |                                  | |
| Tạp chí Điện tử và Tiêu dùng                                   | Hội Vô tuyến điện tử Việt Nam                                |                                  | |
| Tạp chí Nhi khoa                                               | Hội Nhi khoa Việt Nam                                        |                                  | |
| Tạp chí Thương gia và Thị trường                               | Hiệp hội Thương mại điện tử Việt Nam                         |                                  | |
| Tạp chí Kính và Kiến trúc                                      | Hiệp hội kính và Thủy tinh Việt Nam                          |                                  | |
| Tạp chí ánh sáng và cuộc sống                                  | Hội Chiếu sáng đô thị Việt Nam                               |                                  | |
| Tạp chí Gỗ Việt                                                | Hiệp hội Gỗ và Lâm sản Việt Nam                              |                                  | |
| Tạp chí Thương Gia                                             | Hiệp hội Phát triển hàng tiêu dùng Việt Nam                  | https://thuonggiaonline.vn       | Năm 2020, chuyển đổi cơ quan chủ quản từ Hiệp hội Doanh nghiệp Thành phố Hà Nội sang Hiệp hội Phát triển hàng tiêu dùng Việt Nam để thực hiện QHBC |
| Tạp chí Reveu Madicale                                         | Tổng hội Y học Việt Nam                                      |                                  | |
| Tạp chí Y học Việt Nam                                         | Tổng hội Y dược học Việt Nam                                 |                                  | |
| Tạp chí Nội khoa                                               | Hội Nội khoa Việt Nam                                        |                                  | |
| Tạp chí Sinh lý học Việt Nam                                   | Hội Sinh lý học Việt Nam                                     |                                  | |
| Tạp chí Y học dự phòng                                         | Hội Y học dự phòng Việt Nam                                  |                                  | |
| Tạp chí Ngoại khoa                                             | Hội Ngoại khoa Việt Nam                                      |                                  | |
| Báo Nhân đạo và Đời sống                                       | Hội Chữ thập đỏ Việt Nam                                     | https://nhandaovadoisong.vn      | Năm 2020, chuyển đổi từ báo thành tạp chí để thực hiện QHBC. Năm 2021, sáp nhập với Tạp chí Nhân đạo để thực hiện QHBC                             |
| Tạp chí Nhân đạo                                               | Hội Chữ thập đỏ Việt Nam                                     | https://nhandaoonline.vn         | |

## Văn hóa – Khoa giáo
| Tên tờ báo                    | Cơ quan phát hành        | Phiên bản web    | Ghi chú |
| ----------------------------- | ------------------------ | ---------------- | ------- |
| Tạp chí Khoa học và Công nghệ | Bộ Khoa học và Công nghệ | https://vjst.vn/ |         |

## Khoa học - Công nghệ số
| Tên tờ báo                  | Cơ quan phát hành               | Phiên bản web             | Ghi chú                                                                    |
| --------------------------- | ------------------------------- | ------------------------- | -------------------------------------------------------------------------- |
| Tạp chí Điện tử và Ứng dụng | Hội Vô tuyến - Điện tử Việt Nam | https://dientuungdung.vn/ | Tháng 8/2022, đổi tên từ Tạp chí Điện tử thành Tạp chí Điện tử và Ứng dụng |

- Báo Giáo dục và Thời đại (Bộ Giáo dục và Đào tạo)
- Tạp chí Giáo dục (Bộ Giáo dục và Đào tạo)
- Tạp chí Toán học và Văn học trong nhà trường (Viện Nghiên cứu Sách và Học liệu giáo dục, Nhà xuất bản Giáo dục Việt Nam)
- Tạp chí Khoa học giáo dục (Viện chiến lược và Chương trình giáo dục)
- Tạp chí Quản lý giáo dục (Học viện Quản lý giáo dục)
- Tạp chí Khoa học giáo dục Trường Đại học Sư phạm (Đại học Đà Nẵng)
- Tạp chí Khoa học thương mại (Đại học Thương mại Hà Nội)
- Tạp chí Khoa học kỹ thuật Mỏ – Địa chất (Đại học Mỏ – Địa chất)
- Tạp chí Khoa học Giao thông vận tảI (Đại học Giao thông – Vận tải)
- Tạp chí Phát triển kinh tế (Đại học Kinh tế Thành phố Hồ Chí Minh)
- Tạp chí Khoa học và Công nghệ (Đại học Bách khoa Hà Nội)
- Tạp chí Kinh tế phát triển (Đại học Kinh tế quốc dân)
- Tạp chí Khoa học và Công nghệ (Đại học Đà Nẵng)
- Tạp chí Khoa học kỹ thuật nông nghiệp (Đại học Nông nghiệp I)
- Tạp chí Khoa học kỹ thuật nông lâm nghiệp (Đại học kỹ thuật nông lâm nghiệp Tp. Hồ Chí Minh)
- Tạp chí Khoa học (Đại học Sư phạm Hà Nội)
- Tạp chí Khoa học pháp lý (Đại học Luật Tp. Hồ Chí Minh)
- Tạp chí Khoa học (Đại học Sư phạm Tp. Hồ Chí Minh)
- Tạp chí Khoa học công nghệ Thủy sản (Đại học Thủy sản)
- Tạp chí Khoa học Giáo dục kỹ thuật (Đại học Sư phạm kỹ thuật thành phố Hồ Chí Minh)
- Tạp chí Khoa học ngoại ngữ (Đại học Hà Nội)
- Tạp chí Khoa học và Công nghệ (Đại học Thái Nguyên)
- Tạp chí Khoa học kỹ thuật thủy lợi và Môi trường (Đại học Thủy lợi)
- Tạp chí Khoa học (Đại học Huế)
- Tạp chí Khoa học (Đại học Quốc gia Hà Nội)
- Tạp chí Khoa học (Đại học Vinh)
- Tạp chí Kinh tế đối ngoại (Đại học Ngoại thương)
- Tạp chí Luật học (Đại học Luật Hà Nội)
- Tạp chí Nghiên cứu y học (Đại học Y Hà Nội)
- Tạp chí Phát triển khoa học và công nghệ (Đại học Quốc gia Tp. HCM)
- Tạp chí Y học Tp. Hồ Chí Minh (Đại học Y dược Tp. Hồ Chí Minh)
- Tạp chí Nghiên cứu Răng hàm mặt (Đại học Răng Hàm Mặt)
- Tạp chí Khoa học (Đại học Quy Nhơn)
- Tạp chí Khoa học và ứng dụng (Đại học Bán công Tôn Đức Thắng)
- Tạp chí Khoa học Đại học Mở Tp. Hồ Chí Minh (Đại học Mở bán công Tp. HCM)
- Tạp chí Khoa học và Giáo dục (Đại học Sư phạm Huế)
- Tạp chí Khoa học (Đại học Tây Nguyên)
- Tạp chí Khoa học công nghệ xây dựng (Đại học Xây dựng)
- Tạp chí Khoa học (Đại học Sư phạm Hà Nội 2)
- Tạp chí Khoa học (Đại học Cần Thơ)
- Tạp chí Văn hoá nghệ thuật và du lịch (Trường Cao đẳng Văn hoá nghệ thuật và Du lịch Sài Gòn)
- Tạp chí Giáo dục nghệ thuật (Trường Đại học Sư phạm nghệ thuật Trung ương)
- Báo Khoa học và Phát triển (Bộ KH&CN)
- Tạp chí Hoạt động khoa học (Bộ KHCN)
- Tạp chí Tiêu chuẩn đo lường và chất lượng (Tổng cục Tiêu chuẩn đo lường chất lượng)
- Vietnam Journal of Mathematics (Viện Hàn lâm Khoa học và Công nghệ Việt Nam)
- Acta Mathematica Vietnamica (Viện Hàn lâm Khoa học và Công nghệ Việt Nam)
- Communications in Physics (Tạp chí Vật lý) – (Viện Hàn lâm Khoa học và Công nghệ Việt Nam).
- Journal of Mechanics (Tạp chí Cơ học) – (Viện Hàn lâm Khoa học và Công nghệ Việt Nam)
- REV Journal on Electronics and Communications (Tạp chí Điện tử và Ứng dụng) - (Hội Vô tuyến - Điện tử Việt Nam)
- Advances in Natural Sciences: Nanoscience and Nanotechnology (Viện Hàn lâm Khoa học và Công nghệ Việt Nam)
- Vietnam Journal of Science and Technology (Tạp chí Khoa học và Công nghệ) – (Viện Hàn lâm Khoa học và Công nghệ Việt Nam)
- Vietnam Journal of Chemistry (Tạp chí Hóa học) – (Viện Hàn lâm Khoa học và Công nghệ Việt Nam)
- Journal of Computer Science and Cybernetics (Tạp chí Tin học và Điều khiển) – (Viện Hàn lâm Khoa học và Công nghệ Việt Nam)
- Tạp chí Công nghệ Sinh học – (Viện Hàn lâm Khoa học và Công nghệ Việt Nam)
- Vietnam Journal of Earth Sciences (Tạp chí Các khoa học về Trái đất) – (Viện Hàn lâm Khoa học và Công nghệ Việt Nam)
- Tạp chí Khoa học và Công nghệ Biển – (Viện Hàn lâm Khoa học và Công nghệ Việt Nam)
- Tạp chí Công nghệ Sinh học (Viện Hàn lâm Khoa học và Công nghệ Việt Nam)
- Tạp chí Dạy và Học ngày nay (Hội Khuyến học Việt Nam)
- Tạp chí Ngày Nay (Liên hiệp các hội UNESCO Việt Nam)
- Báo Tri thức và Cuộc sống (Liên hiệp các Hội Khoa học và Kỹ thuật Việt Nam)
- Tạp chí Nghe nhìn kinh tế Việt Nam (Viện Thông tin kinh tế và Phát triển, Liên hiệp các Hội Khoa học và Kỹ thuật Việt Nam)
- Tạp chí Sống mới (Viện Phát triển công nghệ và Sáng tạo, Liên hiệp các Hội Khoa học và Kỹ thuật Việt Nam)
- Tạp chí Du thuyền (Trung tâm nghiên cứu phát triển du lịch biển)
- Tạp chí ứng dụng toán học (Hội toán học Việt Nam)
- Tạp chí Mốt và cuộc sống (Liên hiệp KH – CN phát triển nông thôn)
- Tạp chí Người xây dựng (Hội KHKT xây dựng Việt Nam)
- Tạp chí Kinh tế sinh thái (Viện kinh tế sinh thái)
- Tạp chí Ô tô xe máy (Viện Ứng dụng công nghệ và môi trường đô thị)
- Tạp chí Nhà quản lý (Viện Nghiên cứu quản lý)
- Tạp chí Mẹ và Bé (Trung tâm Công nghệ môi trường)
- Tạp chí Công nghệ và Xe (Autonet) (Viện Công nghệ thông tin và Truyền thông, Liên hiệp các Hội Khoa học và Kỹ thuật Việt Nam)
- Tạp chí Doanh nghiệp Việt Nam (Hiệp hội Doanh nghiệp khoa học và công nghệ Việt Nam)
- Tạp chí Khoa học lâm nghiệp (Viện khoa học lâm nghiệp Việt Nam)
- Tạp chí Thế giới trong ta (Hội Khoa học Tâm lý giáo dục Việt Nam).
- Tạp chí Xưa và nay (Hội Khoa học Lịch sử Việt Nam)
- Tạp chí Du lịch (Tổng cục Du lịch – Bộ Văn hóa Thể thao và Du lịch)
  - Số cuối tháng Sành điệu
  - Ấn phẩm tiếng Anh: Discovery
  - Đặc san Du lịch ẩm thực
  - Ấn phẩm Du lịch và giải trí
- Báo Văn hoá (Bộ Văn hoá, Thể thao và Du lịch)
  - Số cuối tuần Thế giới văn hoá
- Tạp chí Văn hoá – nghệ thuật (Bộ VH,TT&DL)
- Tạp chí Thư viện Việt Nam (Thư viện quốc gia)
- Báo Văn Nghệ (Hội Nhà văn Việt Nam)
  - Văn nghệ trẻ – Ấn phẩm của Báo Văn Nghệ (Hội Nhà văn Việt Nam)
  - Chuyên đề Văn nghệ dân tộc miền núi – Ấn phẩm của Báo Văn Nghệ (Hội Nhà văn Việt Nam)
- Tạp chí Nhà văn và Cuộc sống (Hội Nhà văn Việt Nam)
- Tạp chí Mỹ thuật (Hội Mỹ thuật Việt Nam)
- Tạp chí Thế giới điện ảnh (Hội Điện ảnh Việt Nam)
- Tạp chí Văn hoá nghệ thuật ăn uống (Hội Văn nghệ dân gian Việt Nam)
- Tạp chí Tri thức (Hội Xuất bản Việt Nam)
- Tạp chí Sân khấu (Hội Nghệ sĩ sân khấu Việt Nam)
- Tạp chí Kiến trúc (Hội KTS Việt Nam)
- Tạp chí Nguồn sáng dân gian (Hội Văn nghệ dân gian Việt Nam)
- Tạp chí Âm nhạc và Thời đại (Hội nhạc sĩ Việt Nam)
- Tạp chí Nhiếp ảnh (Hội Nghệ sĩ nhiếp ảnh Việt Nam)
- Tạp chí Nhịp điệu (Hội Nghệ sĩ múa Việt Nam)
- Tạp chí Văn hoá các dân tộc (Hội Văn hoá các dân tộc Việt Nam)
- Thời báo Văn học nghệ thuật (Liên hiệp các hội Văn học nghệ thuật Việt Nam)
- Tạp chí Nhịp sống số (Hiệp hội Doanh nghiệp phần mềm Việt Nam)

## Thể thao – giải trí
- Tạp chí Thể thao (Tổng cục Thể dục thể thao – Bộ Văn hóa Thể thao và Du lịch)
- Tạp chí Khoa học thể thao (Viện Khoa học thể dục thể thao – Bộ Văn hóa Thể thao và Du lịch)
- Báo Thể thao & Văn hóa (Thông tấn xã Việt Nam)
- Tạp chí Bóng đá (Liên đoàn Bóng đá Việt Nam)
  - Số Bóng đá và Cuộc sống ra Chủ nhật (Ấn phụ phẩm)
- Tạp chí Người chơi cờ (Liên đoàn cờ Việt Nam)
- Tạp chí Mốt Việt Nam (Viện mẫu thời trang Việt Nam)
- Tạp chí Người mẫu (Hội Người mẫu Việt Nam)

## Phát thanh – Truyền hình
| Tên tờ báo                 | Cơ quan phát hành               | Phiên bản web                                                                        | Ghi chú |
| -------------------------- | ------------------------------- | ------------------------------------------------------------------------------------ | ------- |
| Tạp chí Truyền hình VTV    | Đài Truyền hình Việt Nam        | http://tapchitruyenhinh.vtv.vn/ Lưu trữ ngày 11 tháng 5 năm 2021 tại Wayback Machine |         |
| Tạp chí Truyền hình số VTC | Đài Truyền hình Kỹ thuật số VTC |                                                                                      |         |
| Báo Tiếng nói Việt Nam     | Đài Tiếng nói Việt Nam          | http://baotnvn.vn/                                                                   |         |

## Theo độc giả

### Thanh thiếu niên
- Báo Tiền Phong
  - Hoa Học Trò
  - Tâm Việt
  - Thiên thần nhỏ
  - Sinh viên Việt Nam
- Thanh Niên 
  - Tuần san Thanh niên
  - Ấn phẩm Thời trang trẻ
- Báo Thiếu niên Tiền phong và Nhi đồng
  - Thiếu nhi dân tộc
  - Học trò Cười
  - Hoa trạng nguyên
  - Nhi đồng Chăm Học
  - Cười vui
  - Hoạ mi
  - Khoa học và khám phá
- Tạp chí Thanh niên
  - Người phụ trách
  - Thanh niên dân tộc và miền núi
  - Nghiên cứu khoa học Thanh niên

### Khác
- Báo Đại Đoàn Kết
- Báo Phụ nữ Việt Nam
  - Thế giới phụ nữ
  - Phụ nữ Việt Nam Cuối tuần
  - Hạnh phúc gia đình
- Báo Phụ nữ – Cơ quan ngôn luận của Hội liên hiệp Phụ nữ Việt Nam Thành phố Hồ Chí Minh
- Tạp chí Người cao tuổi
- Báo Dân tộc và Phát triển (Ủy ban dân tộc)
- Tạp chí Dân tộc (Ủy ban dân tộc)
- Báo Giác Ngộ – Cơ quan ngôn luận của Giáo hội Phật giáo Việt Nam Thành phố.Hồ Chí Minh
- Báo Công giáo và Dân tộc (CGvDT) – thuộc sự quản lý của Ủy ban đoàn kết Công giáo Thành phố Hồ Chí Minh

## Báo địa phương
Một số cơ quan báo chí địa phương gồm:
- Hà Nội mới
- Báo Tuổi trẻ Thủ Đô
- Báo Bắc Ninh
- Báo Hà Tĩnh
- Báo Quảng Trị
- Tạp chí Văn nghệ Ninh Bình
- Tạp chí Cửa Việt
- Tạp chí Sông Hương
- Báo Đà Nẵng
- Đài Tiếng nói Nhân dân Thành phố Hồ Chí Minh
- Sài Gòn Giải Phóng
  - Nhật báo Sài Gòn Giải Phóng (bằng tiếng Việt và tiếng Hoa), phát hành cùng lúc vào buổi sáng
  - Nhật báo Sài Gòn Giải Phóng Thể thao, phát hành vào buổi sáng (từ năm 1996 và tạm ngưng từ tháng 9 năm 2017)
  - Nhật báo Sài Gòn Giải Phóng 12 giờ, phát hành vào 13 giờ chiều (từ năm 2006 và tạm ngưng từ ngày 12 tháng 7 năm 2009)
  - Tuần san Sài Gòn Giải Phóng Thứ Bảy, phát hành vào sáng thứ sáu (từ năm 1991 và tạm ngưng từ ngày 10 tháng 7 năm 2015)
  - Saigon Guide (bằng tiếng Anh), phát hành vào sáng thứ Hai và thứ Sáu (từ năm 2006 và tạm ngưng năm 2007)
  - Báo Đầu tư Tài chính, phát hành vào sáng thứ Hai và thứ Năm (từ tháng 4 năm 2007)
  - Báo Sài Gòn Giải Phóng điện tử (bằng tiếng Việt, tiếng Anh và tiếng Hoa)
- Sài Gòn Tiếp Thị – trực thuộc Trung tâm xúc tiến thương mại và đầu tư Thành phố Hồ Chí Minh – Năm 2014 đã ngưng hoạt động và sáp nhập với Tạp chí Kinh tế Sài Gòn.
- Báo Pháp luật Thành phố Hồ Chí Minh
- Báo Cần Thơ
- Báo Bạc Liêu
- Sơn La (báo)

## Các tờ báo phổ biến
Dưới đây là danh sách 5 nhật báo phổ biến Việt Nam.
| Báo              | Phát hành     | Số Lượng | Cơ quan báo chí                                                    |
| ---------------- | ------------- | -------- | ------------------------------------------------------------------ |
| Tuổi Trẻ         | Hàng ngày     | 460.000  | Đoàn TNCS Thành phố Hồ Chí Minh (Thành đoàn Thành phố Hồ Chí Minh) |
| Thanh Niên       | Hàng ngày     | 360.000  | Hội Liên hiệp Thanh niên Việt Nam                                  |
| Lao Động         | Thứ 2 – Thứ 7 | 230.000  | Tổng Liên đoàn Lao động Việt Nam                                   |
| Nhân Dân         | Hàng ngày     | 200.000  | Đảng Cộng sản Việt Nam                                             |
| Tiền Phong (báo) | Hàng ngày     | 150.000  | Trung ương Đoàn TNCS Hồ Chí Minh                                   |